# 戴恩·纳什
戴恩·约瑟夫·纳什（英語：Dion Joseph Nash，1971年11月20日—），新西兰男子板球运动员。他曾代表新西兰国家队参加1998年英联邦运动会板球比赛，获得一枚铜牌。